# Neuenkirchen, Osnabrück
Neuenkirchen là một đô thị của huyện Osnabrück, bang Niedersachsen, Đức. Đô thị này có diện tích 57,51 km². Đô thị này có cự ly khoảng 20 km về phía tây bắc của Osnabrück.
Neuenkirchen là thủ phủ của Samtgemeinde ("đô thị tập thể") Neuenkirchen.